# Техногенне забруднення підземних вод
Техногенне забруднення підземних вод зводиться до зміни хімічного складу цих вод (зазвичай засолення) або появи інших небажаних елементів в результаті діяльності людини. Це може бути наслідком порушення санітарних норм у приповерхневих умовах (створення водовідстійників, поява стічних вод, зберігання сміття, технічних відходів, хвостосховищ, «білих морів» содового виробництва та ін.) Або режиму підземних вод внаслідок неграмотно організованого буріння, порушення зони аерації, ліквідації наявного ґрунтово-рослинного шару, водоупорної покрівлі. Основними причинами забруднення підземних вод є, за підрахунками фахівців, діяльність промислових підприємств (37 %), сільського господарства (16 %), житлово-комунального господарства (10 %), а також надходження некондиційних підземних вод при порушенні режиму експлуатаційних водозаборів (13 %).

## Вплив шахтної розробки корисних копалин
Шахтний спосіб вилучення корисних копалин супроводжується надходженням в гірничі виробки шахтних вод, які необхідно постійно видаляти. Найчастіше такі води характеризуються підвищеною солоністю, іноді збагачені сульфатами, залізом, що обумовлює активне кородування водовідливних споруд і шахтних механізмів. Під час вилучення шахтних вод на поверхню, якщо немає можливості використовувати їх для питних і господарських цілей, виникають великі труднощі з їх зберіганням і ліквідацією. Аналогічні умови виникають при розробці рудних родовищ, з тією лише різницею, що води таких родовищ називаються копальневими. В цілому, це серйозна еколого-гідрогеологічна проблема.

## Вплив відкритої розробки корисних копалин
Кар'єрні води, які добуваються або виливаються при видобутку корисних копалин відкритим способом, за допомогою кар'єрів внаслідок розтину водоносних горизонтів, також вимагають вивчення. При вилученні цих вод, що потрібно для ведення процесу розробки, порушується водообмін в підземній гідросфері, зростає глибина депресійних лійок. Формування потужної техногенної зони аерації викликає порушення природного режиму вологості порід, посилюються процеси депресивного ущільнення піщано-глинистих порід з подальшим просіданням поверхні. Скидання кар'єрних вод в поверхневі водотоки особливо небезпечний на родовищах, руди і породи, що вміщають яких легко розчиняються.

## Вплив свердловинних технологій
Велике коло питань і різноманітних порушень виникає при розробці родовищ нафти і газу. Це пов'язано з тим, що сам процес пошуків, розвідки і розробки їх скупчень супроводжується великим обсягом буріння. Для виконання бурових робіт необхідне будівництво шламосховищ, споруд для транспортування. Пошуково-розвідувальні та експлуатаційні роботи можуть супроводжуватися підземними вибухами, що мало місце в Україні і багатьох інших країнах. Одним з результатів інтенсивного видобутку нафти і газу може бути просідання земної поверхні, яке може викликати порушення геодинамічного режиму в надрах і відповідно умов переміщення тут підземних вод. І природно, що підземні вибухи, перетоки флюїдів, поверхневі забруднення порушують і забруднюють водоносні горизонти, а також призводять до катастроф в акваторіях.
Україні і багатьох інших країнах. Одним з результатів інтенсивного видобутку нафти і газу може бути просідання земної поверхні, яке може викликати порушення геодинамічного режиму в надрах і відповідно умов переміщення тут підземних вод. І природно, що підземні вибухи, перетоки флюїдів, поверхневі забруднення порушують і забруднюють водоносні горизонти, а також призводять до катастроф в акваторіях.

## Вплив сільського господарства
Нарешті, засолення ґрунтових вод, часто використовуваних для місцевого водопостачання, може відбуватися при неправильно організованому зрошенні (іригації), деяких агромеліоративних роботах. Історія іригації налічує кілька тисячоліть; це один з видів меліорації, яка використовується в районах теплого посушливого клімату. Це складна система заходів поливу, дощування та інших процесів. Наслідком неграмотно організованої меліорації може бути вторинне засолення земель (ґрунтів), ерозія, порушення існуючого режиму підземних вод. Цей природоохоронний напрям потребує опрацювання питань характеристики основних видів техногенного впливу на підземні води.
При вивченні техногенного впливу на геологічне середовище необхідно виявити геолого-гідрогеологічну природу процесів, що протікають, провести прогнозну оцінку ступеня їх впливу на навколишнє середовище і, як наслідок, розробити рекомендації щодо запобігання або мінімізації за допомогою захисних заходів їх негативного впливу на природу, геологічне середовище. Інтенсивність техногенного впливу на підземні води багато в чому визначається ступенем їх захищеності.